# Orgy
Orgy é uma banda de rock industrial/metal industrial da Califórnia. Muitas pessoas acham que o nome da banda está relacionado ao ato sexual, mas, na verdade, está ligado à mistura de estilos musicais da banda.

## História da Banda
A banda foi formada em 1994 pelo vocalista Jay Gordon e pelo guitarrista Ryan Shuck, antigo membro da banda Sexart. O guitarrista Amir Derakh, o baixista Paige Haley e o baterista Bobby Hewitt entraram logo depois. Todos eles são músicos experientes, do final dos anos 1980. Além disso, Gordon e Derakh produziram o CD intitulado do Coal Chamber.
Em 1998, o álbum Candyass é lançado. O maior sucesso desse álbum é a música Blue Monday, cover do New Order. O single desse CD era a música Stitches. 2000 foi o ano de lançamento do CD Vapor Transmission. Os singles desse CD foram as músicas Fiction (Dreams In Digital) e Opticon.
No ano de 2001, eles gravaram a música Faces para o filme Zoolander. Essa música não foi gravada em nenhum CD da banda.
Em 2004, Orgy retorna com o novo CD Punk Statik Paranoia gravado pela D1 Music, selo independente de Jay Gordon, após a banda ter deixado a Reprise Records.
Não há planos para a gravação de um quarto CD pois Derakh e Shuck estão muito ocupados trabalhando em seu projeto paralelo Julien-K, além de estarem produzindo o álbum solo de Chester Bennington, Dead by Sunrise sem data para lançamento.

## Membros
- Jay Gordon – vocal (1994–2005, 2010–atualmente)
- Nic Speck – baixo (2010–atualmente)
- Carlton Bost – guitarra (2011–atualmente)
- Creighton Emrick – guitarra (2013–2018, 2019–atualmente)
- Marton Veress – bateria (2019–atualmente)

## Discografia
Álbuns de estúdio
- Candyass (1998)
- Vapor Transmission (2000)
- Punk Statik Paranoia (2004)

EP
- Talk Sick  (2015)